# Pitești
Pitești (česky Pitešť) je město v Rumunsku, hlavní město župy Argeș. Nachází se na řece Argeș ve Valašsku. Ve městě žije přibližně 141 tisíc obyvatel.
Město je spojené díky dálnici přímo s metropolí státu, Bukureští. Je to důležité obchodní a průmyslové centrum. Nedaleko od něj se nachází město Mioveni, kde sídlí automobilka Dacia. Nadmořská výška města činí 280 m.

## Historie
První známky lidského osídlení v této oblasti spadají do dob paleolitu. Poprvé je současné město zmíněné 20. května 1386.
Pitești bylo jedním z dočasných sídel valašských vévodů. Díky své vhodné pozici na křižovatce mnoha obchodních tras a blízkým saským a sikulským městům v Sedmihradsku prosperovalo a rozvíjelo se.